# Premi a la millor fotografia (Festival de Sitges)
El Premi a la millor fotografia és un dels premis concedits pel jurat de la secció oficial del Festival Internacional de Cinema de Catalunya al millor director de fotografia en una pel·lícula de la secció oficial del certamen.

## Guardonats
| Any  | Director de fotografia                                 | Pel·lícula                                             | País                   | Referència |
| ---- | ------------------------------------------------------ | ------------------------------------------------------ | ---------------------- | ---------- |
| 1972 | Stanislav Milota                                       | Spalovac mrtvol                                        | Txèquia                | [ 1 ]      |
| 1973 | No concedit                                            | -                                                      | -                      | [ 2 ]      |
| 1974 | Denis Gingras                                          | Le Diable est parmi nous                               | Canadà                 | [ 3 ]      |
| 1975 | Jean-Jacques Mathy                                     | Le Nosferat ou les eaux glacées de calcul égoïste      | Bèlgica                | [ 4 ]      |
| 1976 | Dario Argento                                          | Roig fosc                                              | Itàlia                 | [ 4 ]      |
| 1977 | Philippe Théaudière                                    | Les Week-ends maléfiques du Comte Zaroff               | França                 | [ 5 ]      |
| 1978 | Richard Franklin                                       | Patrick                                                | Austràlia              | [ 6 ]      |
| 1978 | Jaroslav Kučera                                        | Adéla ještě nevečeřela                                 | Txèquia                | [ 6 ]      |
| 1979 | Peter Jessop                                           | The Comeback                                           | Regne Unit             | [ 7 ]      |
| 1980 | Gary Hansen                                            | Harlequin                                              | Austràlia              | [ 8 ]      |
| 1981 | Jochen Richter                                         | Geburt der Hexe                                        | Alemanya               | [ 9 ]      |
| 1982 | Thomas F. Denove                                       | The Last Horror Film                                   | Estats Units           | [ 10 ]     |
| 1983 | Jacques Steyn                                          | Feuer und Schwert - Die Legende von Tristan und Isolde | Alemanya               | [ 11 ]     |
| 1984 | Tom Cowan                                              | One Night Stand                                        | Austràlia              | [ 12 ]     |
| 1985 | Tatsuo Suzuki                                          | Saraba hakobune                                        | Japó                   | [ 13 ]     |
| 1986 | Frederick Elmes                                        | Vellut blau                                            | Estats Units           | [ 14 ]     |
| 1987 | Morten Bruus                                           | Manden i månen                                         | Dinamarca              | [ 15 ]     |
| 1988 | Iuri Ielkhov                                           | Otstupnik                                              | Unió Soviètica         | [ 16 ]     |
| 1989 | Sacha Vierny                                           | El cuiner, el lladre, la seva dona i el seu amant      | Regne Unit             | [ 17 ]     |
| 1990 | Dick Pope                                              | La pell que brilla                                     | Regne Unit             | [ 18 ]     |
| 1991 | Henning Bendtsen, Jean-Paul Meurisse, Edward Kłosiński | Europa                                                 | Dinamarca              | [ 19 ]     |
| 1992 | Ramón F. Suárez                                        | L'Œil qui ment                                         | França                 | [ 20 ]     |
| 1993 | Sacha Vierny                                           | The Baby of Mâcon                                      | Regne Unit             | [ 21 ]     |
| 1994 | Emmanuel Lubezki                                       | Ámbar                                                  | Mèxic                  | [ 22 ]     |
| 1995 | Nic Knowland                                           | Institute Benjamenta                                   | Alemanya               | [ 23 ]     |
| 1996 | Sacha Vierny                                           | The Pillow Book                                        | Regne Unit             | [ 24 ]     |
| 1997 | Javier Aguirresarobe                                   | 99.9                                                   | Espanya                | [ 25 ]     |
| 1998 | Luca Bigazzi                                           | Totò che visse due volte                               | Itàlia                 | [ 26 ]     |
| 1999 | Yujiro Yajima                                          | Samurai Fiction                                        | Japó                   | [ 27 ]     |
| 1999 | Xavi Giménez                                           | Els sense nom                                          | Espanya                |            |
| 2000 | Gyula Pados                                            | Hotel Splendide                                        | Regne Unit             | [ 28 ]     |
| 2001 | Grzegorz Kędzierski                                    | Avalon                                                 | Japó                   | [ 29 ]     |
| 2002 | Decha Srimantra                                        | The eye (L'ull)                                        | Tailàndia · Hong Kong  | [ 30 ]     |
| 2003 | Decha Srimantra                                        | The Tesseract                                          | Japó · Regne Unit      | [ 31 ]     |
| 2004 | Xavi Giménez                                           | El maquinista                                          | Estats Units · Espanya | [ 32 ]     |
| 2005 | Kwok-Man Keung                                         | Set espases                                            | Hong Kong              | [ 33 ]     |
| 2006 | Jonathan Sela                                          | Rohtenburg                                             | Alemanya               | [ 34 ]     |
| 2007 | Toyomichi Kurita                                       | Sukiyaki Western Django                                | Japó                   | [ 34 ]     |
| 2008 | Angus Hudson                                           | The Broken                                             | Regne Unit             | [ 35 ]     |
| 2009 | Benoît Debie                                           | Enter the Void                                         | França                 | [ 36 ]     |
| 2010 | Mika Orasmaa                                           | Rare Exports                                           | Finlàndia              | [ 37 ]     |
| 2011 | Markus Förderer                                        | Hell                                                   | Alemanya               | [ 38 ]     |
| 2012 | Chankit Chamnivikaipong                                | Headshot                                               | Tailàndia              | [ 39 ]     |
| 2013 | Larry Smith                                            | Only God Forgives                                      | Dinamarca              | [ 40 ]     |
| 2014 | Darren Law                                             | Jamie Marks Is Dead                                    | Estats Units           | [ 41 ]     |
| 2015 | Pawel Flis                                             | Demon                                                  | Polònia                | [ 42 ]     |
| 2016 | Hong Kyung-pyo                                         | Gokseong                                               | Corea del Sud          | [ 43 ]     |
| 2017 | Andrew Droz Palermo                                    | A Ghost Story                                          | Estats Units           | [ 44 ]     |
| 2018 | Pankaj Kumar                                           | Tumbbad                                                | Índia                  | [ 45 ]     |
| 2019 | Manuel Dacosse                                         | Adoration                                              | Regne Unit             | [ 46 ]     |
| 2020 | Tristan Nyby                                           | The Dark and the Wicked                                | Estats Units           | [ 47 ]     |
| 2021 | Siu-Keung Cheng                                        | Limbo                                                  | Hong Kong              | [ 48 ]     |
| 2022 | Kjell Lagerroos                                        | Sisu                                                   | Finlàndia              | [ 49 ]     |
| 2023 | Martin Roux                                            | Bitten                                                 | França                 | [ 50 ]     |
| 2024 | Giovanni Ribisi                                        | Strange Darling                                        | Estats Units           | [ 51 ]     |